# Panggungharjo
Panggungharjo is een bestuurslaag in het regentschap Bantul van de provincie Jogjakarta, Indonesië. Panggungharjo telt 32.620 inwoners (volkstelling 2010).